# Aalatsivik
Aalatsivik [ˈaːˌlat͡sivik] (nach alter Rechtschreibung Aulatsivik) ist eine wüst gefallene grönländische Siedlung im Distrikt Kangaatsiaq in der Kommune Qeqertalik.

## Lage
Aalatsivik liegt auf einer gleichnamigen Halbinsel zwischen dem Fjord Aalatsiviup Saqqaa und dem Fjordsystem, das durch die Gletscher Akuliarutsip Sermia (Nordenskiöld Gletsjer) und Usulluup Sermia (Poloniagletsjer) gespeist wird. Sieben Kilometer nördlich liegt Niaqornaarsuk.

## Geschichte
In Aalatsivik finden sich archäologische Spuren, die auf eine frühe Besiedelung schließen lassen. Im 18. Jahrhundert lebten viele Menschen in der Gegend, die wirtschaftlich sehr erfolgreich waren. Wie viele andere Orte fiel Aalatsivik der Epidemie von 1785/86 zum Opfer und die wenigen Überlebenden zogen weg. Aalatsivik gehörte aber zu den ersten Wohnplätzen, die erneut besiedelt wurden. 1793 lebten 29 Erwachsene und viele Kinder, Witwen und junge Mädchen in Aalatsivik, darunter 18 Jäger. 1808 hatte Aalatsivik 25 Einwohner, von denen mittlerweile die meisten getauft waren. In den 1820er Jahren war der Ort wieder verlassen. 1831 wurden 60 Einwohner gezählt, was die letzte neue Besiedelung des Ortes darstellt.
Im Jahr 1915 wurden 57 Einwohner in sechs Häusern gezählt, darunter zwölf Jäger, ein Katechet und eine Hebamme. 1929 wurde eine Schulkapelle und später ein oder zwei Fischhäuser gebaut. Zwischen 1930 und 1950 lebten rund 100 Personen in Aalatsivik. 1960 war die Einwohnerzahl auf 7 herabgefallen und 1965 wurde der Ort aufgegeben.

## Söhne und Töchter
- Niels Petersen (1898–?), Landesrat